# 1346 w polityce

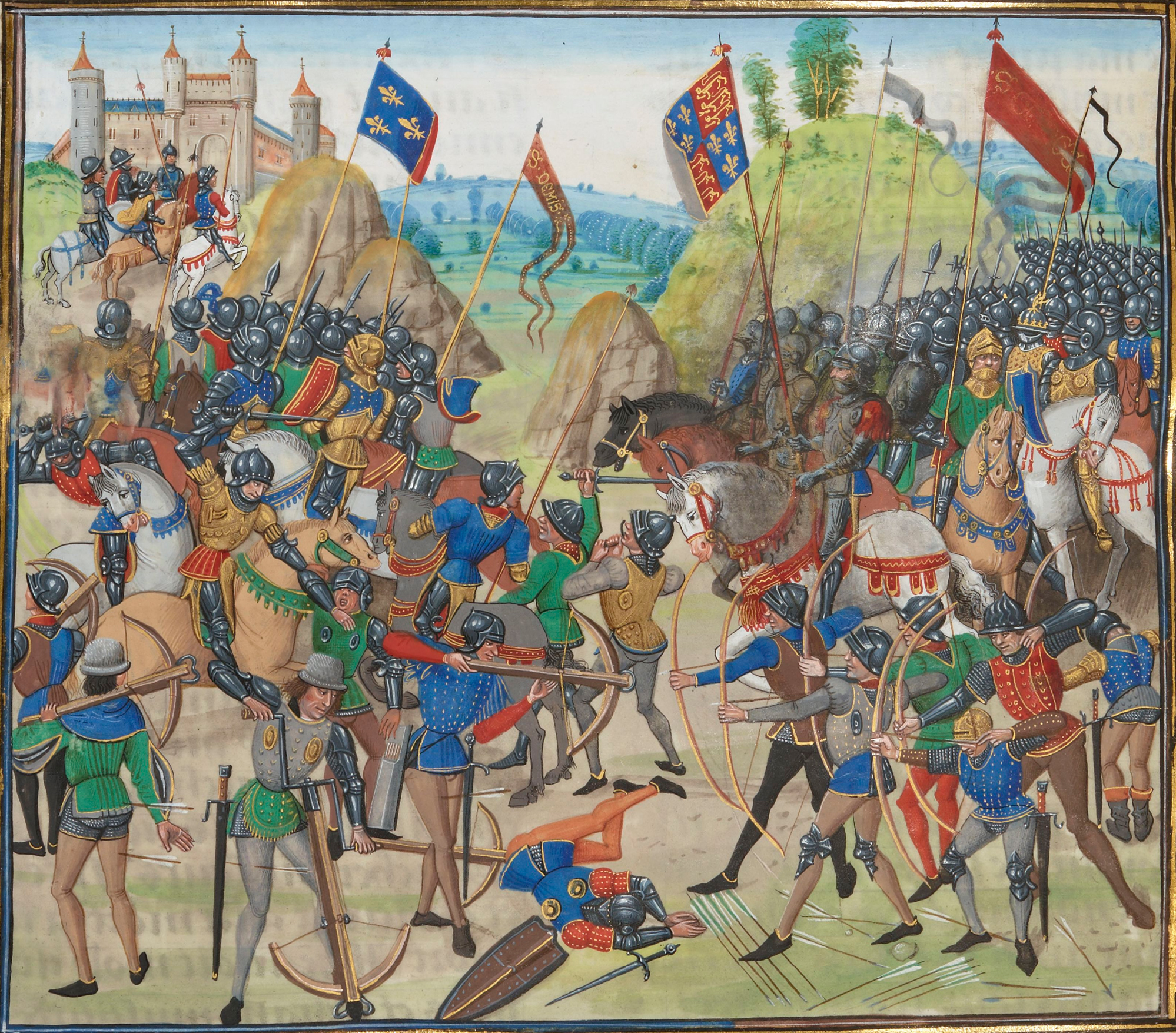
Bitwa pod Crécy. Miniatura z piętnastowiecznej kroniki

Wydarzenia polityczne w 1346 roku.

## Wydarzenia
- 26 sierpnia Bitwa pod Crécy[1]. Anglicy dowodzeni przez króla Edwarda III zadają druzgocącą klęskę wojskom francuskim króla Filipa VI[2][3]. W walce ginie król czeski Jan Luksemburski, wspierający Francuzów[2]. Podczas zmagań wyróżnił się jako rycerz Edward, Czarny Książę[4][5]. O zwycięstwie Anglików zadecydowała między innymi przewaga wyspiarskich łuczników nad najemnymi kusznikami genueńskimi[2]. Użyto również armat[6]. Francuzi ponieśli ogromne straty. Zginęło 14 000 żołnierzy z ogólnej liczby 35 000, w tym 1500 rycerzy. Anglicy stracili tylko 200 ludzi z 16 000 walczących[1]. Starcie było jedną z najważniejszych bitew Wojny stuletniej.

Zobacz też: Bitwa pod Azincourt.
- 5 września przedłużenie rozejmu polsko-czeskiego[7].

## Urodzili się
- Filip I z Rouvres, książę Burgundii[8].

## Zmarli
- Jerzy V Wspaniały, król Gruzji[9][10].